# Vorskla

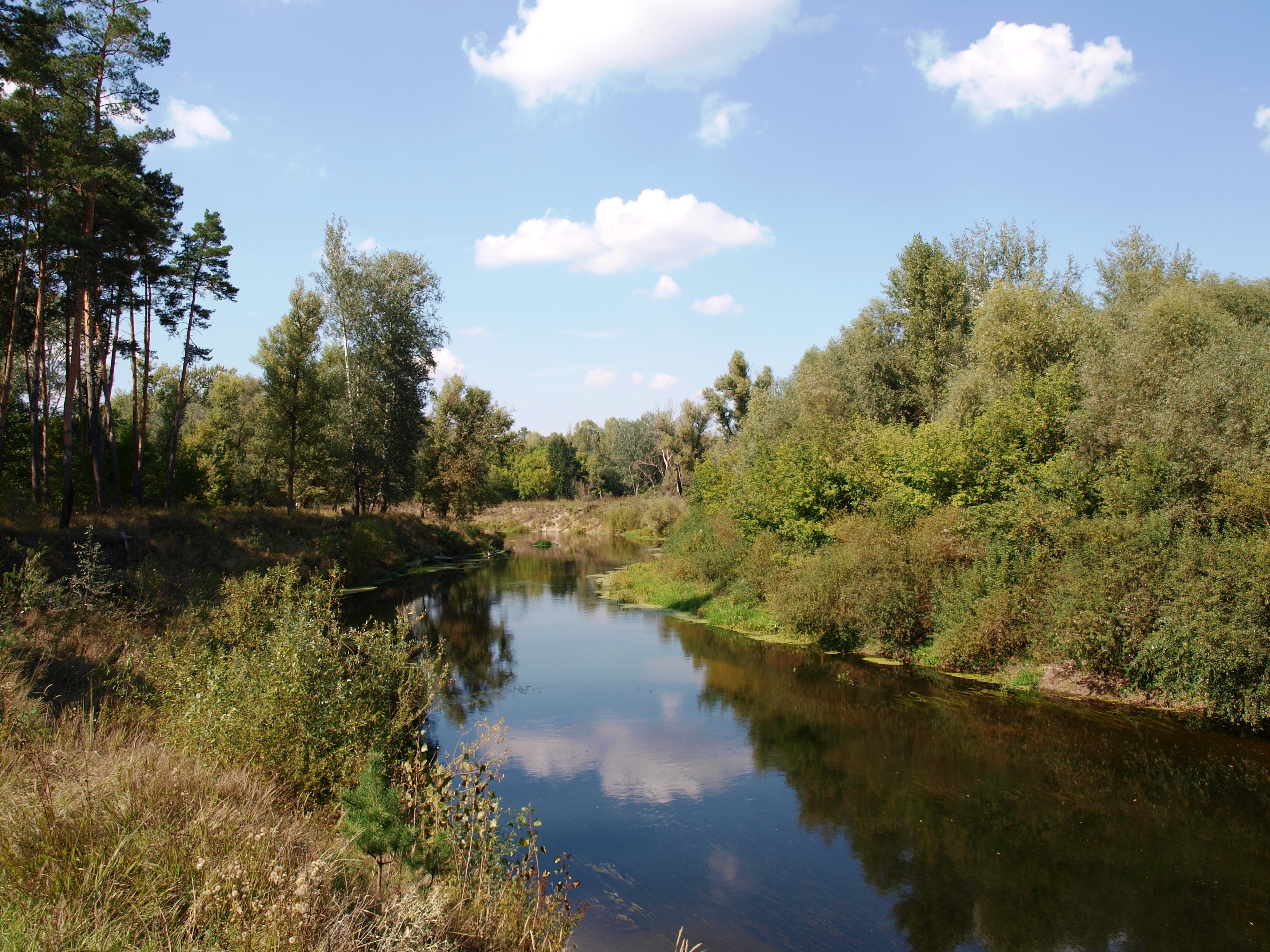

Vorskla, flod i Ukraina, biflod till Dnepr. Den är 450 km lång, rinner upp norr om Charkiv, flyter genom Poltava och rinner sedan ut i Dnepr.
Vorskla har även gett namn åt det lokala fotbollslaget i Poltava, Vorskla Poltava.